# Magyarországi rendi országgyűlések listája
A magyarországi rendi országgyűlések listája tartalmazza azon rendi országgyűlések felsorolását, amelyek az államalapítás és 1847 között zajlottak. E tekintetben az utolsó rendi gyűlés az 1847–48-as pozsonyi országgyűlés volt, melyet rögtön az első népképviseleti országgyűlés követett 1848–49-ben.
A gyűlések a 11-13. században még nem jelentettek a későbbi rendi országgyűlésekkel egyező szervezettségű intézményt. E gyűlések neve, hatásköre, részvevőinek száma és köre változó volt. Középkori formája fokozatosan alakult ki az érett feudalizmus idején, elsősorban a székesfehérvári törvénylátó napokból, másodsorban a királyi tanácsból, az egyházi zsinatokból és a szerviensek gyűléseiből kifejlődve.

## 11. század
| Ideje | Helyszíne      | Témái, határozatai, eseményei |
| ----- | -------------- | --- |
| 1057  | Székesfehérvár | Az első ismert országgyűlés. Végzései nagyrészt ismeretlenek, csak annyit tudunk, hogy megerősítették a nádor szerémi Szt. Demeter-kolostort illető alapítványát és Salamon megkoronázását |
| 1060  | Székesfehérvár | I. Béla királlyá választása, majd megkoronázása |
| 1061  | Székesfehérvár | I. Béla felszólítására községenként 2-2 küldött jelent meg. Itt történt az utolsó pogánylázadás leverése valamint a királyság egyházi és állami megerősítése                               |
| 1064  | Székesfehérvár | Az ország katonai szervezetének megalakítása |
| 1074  | Székesfehérvár | Géza herceg királlyá választása |

## 12. század
| Ideje | Helyszíne      | Témái, határozatai, eseményei                                                                    |
| ----- | -------------- | ------------------------------------------------------------------------------------------------ |
| 1131  | Arad           | A régi elit félreállítása, formálisan a II. Béla megvakításáért felelőssé tett urak lemészárlása |
| 1174  | Székesfehérvár | III. Béla koronázó-országgyűlése                                                                 |

## 13. század
| Ideje       | Helyszíne      | Témái, határozatai, eseményei |
| ----------- | -------------- | --- |
| 1222        | Székesfehérvár | II. András kiadja az Aranybullát, az első „parlamentum” |
| 1231        | Székesfehérvár | Az Aranybulla megerősítése |
| 1245        | Székesfehérvár | V. István koronázó-országgyűlése |
| 1267        | Székesfehérvár | Az Aranybulla főbb cikkelyeinek újbóli megerősítése, valamint a nemesség jogainak újbóli biztosítása |
| 1272        | Székesfehérvár | IV. László koronázó-országgyűlése |
| 1277. május | Rákos          | IV. László nagykorúsítása, az I. Rudolffal kötött szerződés jóváhagyása |
| 1277        | Székesfehérvár | A fehérvári törvénylátó napok törvényhozó napok valódi országgyűlésekké alakulnak |
| 1289        | Székesfehérvár | IV. László megesküdött, hogy kormányában gyökeres rendszerváltozást vezet be |
| 1291        | Székesfehérvár | A közrend helyreállításának céljából tartották. III. András az egyházi, a főúri és a nemesi rendeket külön-külön biztosította alkotmányos jogaikról. Megerősítették továbbá, hogy a rendek továbbra is kötelesek Fehérvárott évente összeülni |
| 1299        | Székesfehérvár | Végzései ismeretlenek |

## 14. század
| Ideje                 | Helyszíne      | Témái, határozatai, eseményei |
| --------------------- | -------------- | --- |
| 1305                  | Székesfehérvár | Wittelsbach Ottó királlyá választása és megkoronázása |
| 1307. október 10-től  | Rákos          | Károly Róbertet királlyá választják, de az ellenzéki tartományurak – Csák Máté, Kán László, Kőszegi család – távol maradnak |
| 1308. november 27-től | Buda           | Károly Róbert királlyá választása, Gentilis bíboros pápai legátus és a tartományurak vagy követeik részvételével |
| 1310                  | Székesfehérvár | Károly Róbert koronázó-országgyűlése. Harmadik koronázása szabályos, Károly immár törvényes király |
| 1320                  | Székesfehérvár | Határozatai ismeretlenek |
| 1342                  | Székesfehérvár | I. Lajos koronázó-országgyűlése |
| 1351                  | Buda           | Az 1222. évi Aranybulla megújítása, kiegészítve az ősiséggel I. Lajos által |
| 1382                  | Székesfehérvár | Mária királynő koronázó-országgyűlése |
| 1384                  | Buda           | Mária királynő megerősíti apja 1351. évi törvényeit |
| 1385                  | Pest           | Mária lemondása, az országgyűlés Fehérvárott folytatódott |
| 1385                  | Székesfehérvár | A pesti országgyűlés folytatása. II. Károly királlyá választása és megkoronázása (december 31.) |
| 1386                  | Székesfehérvár | A II. Károly és Garai nádor meggyilkolása utáni belháborúban megbékélésre szólítják föl a bárói ligákat |
| 1387                  | Székesfehérvár | Végzései közül nevezetesebbek: a király az ország törvényes rendjén az országbíró megkérdezése nélkül nem változtathat; egy ember nem viselhet egyszerre két tisztséget; a király érdekei mellett az ország jogait is megvédelmezik |
| 1397                  | Temesvár       | A banderiális haderő helyett a telekkatonaság bevezetése (ld. nikápolyi csata) |

## 15. század
| Ideje                                | Helyszíne      | Témái, határozatai, eseményei |
| ------------------------------------ | -------------- | --- |
| 1435                                 | Pozsony        | Zsigmond dekrétumai a hadügy és bíráskodás reformjáról |
| 1438 vége – 1439. január 1.          | Székesfehérvár | Habsburg Albert királlyá választásának jóváhagyása majd megkoronázása |
| 1439. május 23. – május 29.          | Buda           | Ötvös Jánosnak, a budai céhpolgárság vezetőjének a meggyilkolása akkor dühöt váltott ki, hogy Buda népe az országgyűlés alatt felkelt a főurak ellen. A budai országgyűlés határozatai között szerepelt, hogy Luxemburgi Erzsébet királynét a férje, I. (Habsburg) Albert örökösévé nyilvánították, aki így kvázi társuralkodóvá lépett elő. Továbbá kimondta az országgyűlés, hogy Albert király kizárólag a magyar rendek hozzájárulásával dönthet a leányai, Anna és Erzsébet házasságainak az ügyében. |
| 1440                                 | Székesfehérvár | I. Ulászló koronázó-országgyűlése. A koronázás napján a rendek érvénytelenítették V. László megkoronázását, hangsúlyozván, hogy „a királyok koronázása mindig az országlakók akaratától függ és a korona hatásosságának az ereje az ő helyeslésükben áll". Végül I. Ulászló megerősítette a korábbi szabadságjogokat. Az országgyűlésen és a koronázáson részt vett Jan Długosz híres lengyel krónikás |
| 1445                                 | Székesfehérvár | Gondoskodtak a várnai csatában elesett Ulászló halála következtében kialakuló interregnum idejére az ország kormányzásáról, Luxemburgi Erzsébet királynét régenssé választották, valamint április 4-re országgyűlést hirdettek Pestre |
| 1445                                 | Pest           | Megtartását az ugyanebben az évben tartott székesfehérvári országgyűlés rendelte el |
| 1459 január                          | Szeged         | Honvédelemmel foglalkozó törvények meghozatala, amelyek végrehajtására azonban nem került sor |
| 1463 március                         | Tolna          | boszniai törökellenes hadjárat meghirdetése |
| 1464                                 | Székesfehérvár | I. Mátyás koronázó-országgyűlése. A király megerősítette az Aranybullát I. Lajos és Zsigmond törvényeivel együtt. Rendezték továbbá a III. Frigyestől visszaváltott Szent Korona őrzését is |
| 1467                                 | Buda           | I. Mátyás új adótörvényei: harmincadvám helyett koronavám, kapuadó helyett füstpénz |
| 1471. szeptember 1. – szeptember 19. | Buda           | a cseh trónváltás és a Vitéz–Pannonius-féle összeesküvés utáni helyzet kezeléséről |
| 1492                                 | Buda           | A pozsonyi béke (1491) jóváhagyása |

## 16. század
| Az Országgyűlés                        | Ideje                                  | Helyszíne      | Témái, határozatai, eseményei |
| -------------------------------------- | -------------------------------------- | -------------- | --- |
|                                        | 1505. október                          | Rákos          | - Rákosi végzés |
|                                        | 1506                                   | Székesfehérvár | - Elhatározták az I. Miksa német-római császár elleni háborút, mivel a császár az előző évi rákosi országgyűlés rá nézve hátrányos végzése miatt seregével betört az országba                 |
|                                        | 1510. június–július                    | Tata           | - A cambrai-i ligához való csatlakozás megvitatása |
|                                        | 1510                                   | Székesfehérvár | - végzései ismeretlenek |
|                                        | 1526 április                           | Rákos          | - Az ország hadiállapotát próbálták rendezni, miután megtudták, hogy Szulejmán szultán Magyarország ellen indult Isztambulból, de lényegi döntésre nem jutottak, a káosz továbbra is fennállt |
| 1526. évi székesfehérvári országgyűlés | 1526. november 10-12.                  | Székesfehérvár | - Szapolyai János királlyá választása, majd megkoronázása, az ország belügyeinek rendezése |
|                                        | 1527                                   | Székesfehérvár | - Habsburg Ferdinánd és felesége koronázó-országgyűlése. Az ország nyugalmát biztosító intézkedések meghozatala                                                                               |
|                                        | 1540. szeptember                       | Rákos          | - János Zsigmond királlyá választása |
|                                        | 1542. november                         | Pozsony        | |
|                                        | 1543. szeptember                       | Pozsony        | |
|                                        | 1546. február                          | Pozsony        | |
|                                        | 1547. december                         | Pozsony        | |
|                                        | 1548. október                          | Pozsony        | |
|                                        | 1550. január                           | Pozsony        | |
| 1552-es pozsonyi országgyűlés          | 1552. február 22. – március 26.        | Pozsony        | |
|                                        | 1553 tavasza                           | Sopron         | |
|                                        | 1563. szeptember                       | Pozsony        | |
|                                        | 1567. június                           | Pozsony        | |
|                                        | 1572. szeptember                       | Pozsony        | |
| 1581–82-es pozsonyi országgyűlés       | 1581. november 11. - 1582. február 19. | Pozsony        | |
| 1597-es pozsonyi országgyűlés          | 1597. február 2. – május 6.            | Pozsony        | |
| 1598-as pozsonyi országgyűlés          | 1598. január 25. – március             | Pozsony        | |
| 1599-es pozsonyi országgyűlés          | 1599. január 25. – április 23.         | Pozsony        | |
| 1600-as pozsonyi országgyűlés          | 1600. február 2. – április 5.          | Pozsony        | |

## 16. század (Erdély)
| Ideje              | Helyszíne | Témái, határozatai, eseményei |
| ------------------ | --------- | --- |
| 1542. december 20. | Torda     | János Zsigmondot elismerik erdélyi urának |
| 1557. június 1.    | Torda     | állami törvénnyel biztosította a protestáns vallások szabadságát                                                                                         |
| 1568. január 6–13. | Torda     | a katolikusok, az evangélikusok, a reformátusok és az unitáriusok vallásszabadságát biztosító törvény (az 1557-es törvény megerősítése és kiterjesztése) |

## 17. század
| Az Országgyűlés                      | Ideje                                    | Helyszíne      | Témái, határozatai, eseményei |
| ------------------------------------ | ---------------------------------------- | -------------- | --- |
| 1601-es pozsonyi országgyűlés        | 1601. január 25. – április 15.           | Pozsony        | |
| 1602-es pozsonyi országgyűlés        | 1602. február 22. – április 20.          | Pozsony        | |
| 1603-as pozsonyi országgyűlés        | 1603. február 24. – április 15.          | Pozsony        | |
| 1604-es pozsonyi országgyűlés        | 1604. február 3. – május 1.              | Pozsony        | |
| 1608-as pozsonyi országgyűlés        | 1608. szeptember 29. – december 6.       | Pozsony        | - II. Mátyás magyar király megkoronázása - az alsó- és felsőtábla szétválasztása, a kétkamarás országgyűlés létrejötte |
| 1609–10-es pozsonyi országgyűlés     | 1609. november 1. – 1610. január 23.     | Pozsony        | |
| 1613-as pozsonyi országgyűlés        | 1613. február 21. – április 25.          | Pozsony        | |
| 1618-as pozsonyi országgyűlés        | 1618. március 4. – 1618. július 4.       | Pozsony        | - II. Ferdinánd magyar király megkoronázása (ur.: 1619-től) |
| 1619-es pozsonyi országgyűlés        | 1619. május 26. – augusztus 10-e körül   | Pozsony        | |
| 1620-as besztercebányai országgyűlés | 1620. május 31. – augusztus 27.          | Besztercebánya | - A magyar nemesek Besztercebányán megválasztják királlyá Bethlen Gábort. A címet ő is elfogadja, de – Bocskai Istvánhoz hasonlóan – ő sem koronáztatja meg magát a Szent Koronával, mert diplomáciai és hadi sikerei ellenére ingatagnak tartotta a helyzetét. Ettől fogva leveleiben erdélyi fejedelem mellett „electus Hungariae etc. rex”-ként is címezte magát. |
| 1622-es soproni országgyűlés         | 1622. április 3. – augusztus 18.         | Sopron         | - a haditanács ügyei - német katonaság állomásoztatása magyar végvárakban |
| 1625-ös soproni országgyűlés         | 1625. szeptember 8. – december 20.       | Sopron         | - II. Ferdinánd magyar király fiának, a későbbi III. Ferdinándnak a megkoronázása |
| 1630-as pozsonyi országgyűlés        | 1630. február 2. – május 24.             | Pozsony        | |
| 1634–35-ös soproni országgyűlés      | 1634. november 30. – 1635. február 15.   | Sopron         | |
| 1637–38-as pozsonyi országgyűlés     | 1637. szeptember 21. – 1638. március 26. | Pozsony        | - protestáns vallásúak panaszai - adóhátralékok |
| 1642-es pozsonyi országgyűlés        | 1642. november 11. – december 3.         | Pozsony        | - a király nem jött el, "meghiúsult országgyűlés" |
| 1646–47-es pozsonyi országgyűlés     | 1646. május 1. – 1647. július 17.        | Pozsony        | - a linzi béke megerősítésére |
| 1649-es pozsonyi országgyűlés        | 1649. január 25. – június 3.             | Pozsony        | - nádorválasztás: egyedüli jelöltként Pálffy Pál - adószedés (félharmincad) folytatása |
| 1655-ös pozsonyi országgyűlés        | 1655. január 24. – július 3.             | Pozsony        | - III. Ferdinánd magyar király fiát, I. Lipótot megkoronázzák - nádorválasztás, nagy többséggel: Wesselényi Ferenc |
| 1659-es pozsonyi országgyűlés        | 1659. július 21. – december 4.           | Pozsony        | |
| 1662-es pozsonyi országgyűlés        | 1662. május 1. – szeptember 19.          | Pozsony        | - hadisegély tárgyában - az 1662-iki törvények nem léptek életbe |
| 1681-es soproni országgyűlés         | 1681. április 28 – december 30.          | Sopron         | - a rendi alkotmány helyreállítása - Esterházy Pál nádorrá választása - a protestánsok korlátozott vallásgyakorlásának engedélyezése |
| 1683-as kassai országgyűlés          | 1683. január 11. –                       | Kassa          | - kuruc országgyűlés, ld. Thököly Imre |
| 1687-es országgyűlés                 | 1687. október 18. – 1688. január 25.     | Pozsony        | - a Habsburg-ház fiúági trónöröklési joga - az Aranybulla ellenállási záradékáról való lemondás |

## 18. század
| Az Országgyűlés                      | Ideje                                | Helyszíne          | Témái, határozatai, eseményei |
| ------------------------------------ | ------------------------------------ | ------------------ | --- |
| szécsényi országgyűlés               | 1705. szeptember 12. – október 3.    | Szécsény           | - kuruc országgyűlés, II. Rákóczi Ferencet vezérlő fejedelemmé (dux) választják az előterjesztett fejedelem (princeps) helyett                   |
| huszti országgyűlés                  | 1706. március 8. – március 20.       | Huszt              | - az erdélyi országgyűlés Husztra menekült képviselői kimondták a Habsburg-háztól független Erdély csatlakozását a magyarországi konföderációhoz |
| 1707-es marosvásárhelyi országgyűlés | 1707. március 28. – április 9.       | Marosvásárhely     | - II. Rákóczi Ferenc erdélyi fejedelemmé választása.                                                                                             |
| ónodi országgyűlés                   | 1707. május 31. – június 22.         | Ónod (Köröm)       | - kuruc országgyűlés, a Habsburg-ház trónfosztása                                                                                                |
| sárospataki országgyűlés             | 1708. november 28-tól                | Sárospatak         | - kuruc országgyűlés, a fegyvert fogó jobbágyok felszabadítása                                                                                   |
| 1708–15-ös pozsonyi országgyűlés     | 1708. március 3. – 1715. június 10.  | Pozsony            | - koronázás előtti hitlevél és királyi eskü törvénybe iktatása - állandó hadsereg felállítása.                                                   |
| 1722–23-as pozsonyi országgyűlés     | 1722. június 20. – 1723. június 19.  | Pozsony            | - Pragmatica Sanctio (1722) |
| 1728–29-es pozsonyi országgyűlés     | 1728. május 17. – 1729. november 20. | Pozsony            | |
| 1741-es pozsonyi országgyűlés        | 1741. május 14. – október 20.        | Pozsony            | - Lotharingiai Ferenc társuralkodóvá választása - „Vitam et sanguinem pro rege nostro!” („Életünket és vérünket királyunkért!”)                  |
| 1751-es pozsonyi országgyűlés        | 1751. április 18. – augusztus 27.    | Pozsony            | - négy város szabad királyi várossá nyilvánítása                                                                                                 |
| 1764–65-ös pozsonyi országgyűlés     | 1764. június 17 – 1765. március 21.  | Pozsony            | - a hadiadó emelése - az úrbéri rendelet szükségességéről való tárgyalás                                                                         |
| 1790–91-es országgyűlés              | 1790. június 6. – 1791. március 13.  | Buda, majd Pozsony | |
| 1792-es budai országgyűlés           | 1792. május 24. – június 27.         | Buda               | - I. Ferenc elfogadása magyar királynak |
| 1796-os pozsonyi országgyűlés        | 1796. november 6. – december 11.     | Pozsony            | |

## 18. század (Erdély)
| Ideje             | Helyszíne      | Témái, határozatai, eseményei                        |
| ----------------- | -------------- | ---------------------------------------------------- |
| 1707. március 28. | Marosvásárhely | - II. Rákóczi Ferenc erdélyi fejedelemmé választása. |

## 19. század
| Az Országgyűlés                  | Ideje                                   | Helyszíne | Témái, határozatai, eseményei |
| -------------------------------- | --------------------------------------- | --------- | --- |
| 1802-es pozsonyi országgyűlés    | 1802. május 2. – október 31.            | Pozsony   | - a háborús szükségletek miatt az újoncok megszavazása és a só árának emelése - az esztergomi káptalannak Esztergomba való visszahelyezése - a visszaállított apátságok (Pannonhalma, Jászó, Lelesz, Csorna) mellett működő hiteleshelyek visszaállítása                                |
| 1805–ös pozsonyi országgyűlés    | 1805. október 13. – 1805. november 7.   | Pozsony   | - nemesi felkelés meghirdetése - az országgyűlési feliratok kéthasábosan – a latin mellett magyarul – készüljenek, illetve a törvényhatóságok (vármegyék és városok) a Helytartótanáccsal magyarul is levelezhetnek, illetve törvényszékeiken a perek magyarul is folyhatnak            |
| 1807-es budai országgyűlés       | 1807. április 5. – 1807. december 15.   | Buda      | - a háborús szükségletek miatt az újoncok megszavazása és anyagi segély felajánlása - megerősíti Mária Terézia oklevelét Fiume városának Magyarországba való bekebelezéséről, Fiume követet küldhet az országgyűlés alsótáblájára, a város kormányzója pedig a felsőtáblának lett tagja |
| 1808-as pozsonyi országgyűlés    | 1808. augusztus 28. – 1808. november 5. | Pozsony   | - nemesi felkelés meghirdetése - Mária Ludovika (I. Ferenc felesége) megkoronázása - a Ludoviceum alapítása - a Nemzeti Múzeum felállítása (József nádor előterjesztésére) |
| 1811–12-es pozsonyi országgyűlés | 1811. augusztus 25. – 1812. május 26.   | Pozsony   | - a háborús szükségletek miatt természetbeni segély felajánlása |
| 1825–27-es pozsonyi országgyűlés | 1825. szeptember 11. – 1827.            | Pozsony   | - Széchenyi István fellépése, adománya a Magyar Tudományos Akadémia elődjének megalapítására - döntés a Ludoviceum felépítéséről - reformbizottságok kiküldése |
| 1830-as pozsonyi országgyűlés    | 1830. november 8. – 1830.               | Pozsony   | - magyar nyelvű bíráskodás és közigazgatás |
| 1832–36-os pozsonyi országgyűlés | 1832. december 16. – 1836.              | Pozsony   | - határozat híd építéséről Pest és Buda között - törvénybe foglalták Partium egyesítését Magyarországgal - nemesi adakozás a Nemzeti Múzeum és a Nemzeti Színház javára |
| 1839–40-es pozsonyi országgyűlés | 1839. június 2.(5.)–1840. május 13.     | Pozsony   | - az önkéntes örökváltság törvénybe iktatása |
| 1843–44-es pozsonyi országgyűlés | 1843. május 14. – 1844. november 13.    | Pozsony   | - a magyar államnyelv lesz |
| 1847–48-as pozsonyi országgyűlés | 1847. november 12 – 1848. április 11.   | Pozsony   | - áprilisi törvények |

## További információ
- http://www.freeweb.hu/sorgloomer/tori/orszag.doc[halott link]
- Amikor Sopronra figyelt Európa. Az 1625. évi soproni koronázó országgyűlés; szerk. Dominkovits Péter, Katona Csaba, Pálffy Géza; MNL GYMSM Soproni Levéltár–BTK TTI, Sopron–Bp., 2020 (Annales Archivi Soproniensis)
- Nagy János: Rendi ellenzék és kormánypárt az 1751. évi országgyűlésen; BFL–Mika Sándor Egyesület, Budapest, 2020 (Disszertációk Budapest Főváros Levéltárából)
- Hende Fanni: Politikai reprezentáció a magyar országgyűléseken 1687 és 1765 között; Magyar Nemzeti Levéltár, Bp., 2021